# Zéli (Phthiotide)
Zéli, en grec moderne : Ζέλι, est un village du dème d'Amphiclée-Élatée, dans le district régional de Phthiotide, en Grèce-Centrale.
Selon le recensement de 2011, la population du village compte 673 habitants.